# Zračna luka Tân Sơn Nhất
Zračna luka Tân Sơn Nhất (vijetnamski Cảng hàng không quốc tế Tân Sơn Nhất ili Sân bay quốc tế Tân Sơn Nhất) (IATA: SGN, ICAO: VVTS), službeno je ime za međunarodnu zračnu luku u Ho Ši Minu, Vijetnam. Kao najveća zračna luka obuhvaća površinu od 850 hektara, ima dva terminala i može poslužiti 23,5 milijuna putnika godišnje. Tijekom 2009. kroz ovu zračnu luku prošlo je više od 13 milijuna putnika. Uz pomoć Francuza sagrađena je 1930. godine, a obnovljena je od strane Vojske SAD-a tijekom Vijetnamskog rata.
Planira se izgradnja oko 40 km udaljene nove zračne luke a preko Tân Sơn Nhấta će se odvijati samo domaći promet. 